# Ernst Böhme
Ernst Böhme, född 23 januari 1892 i Magdeburg, död 21 juli 1968 i Braunschweig, var en tysk socialdemokratisk politiker. Han var Oberbürgermeister i Braunschweig från 1929 till 1933 och från 1945 till 1948.